# Aleksandrs Jurkjans
Aleksandrs Jurkjans (1 de septiembre de 1995) es un deportista letón que compite en lucha grecorromana. Ganó una medalla de bronce en el Campeonato Europeo de Lucha de 2021, en la categoría de 63 kg.

## Palmarés internacional
| Campeonato Europeo | Campeonato Europeo | Campeonato Europeo | Campeonato Europeo |
| Año                | Lugar              | Medalla            | Categoría          |
| ------------------ | ------------------ | ------------------ | ------------------ |
| 2021               | Varsovia (Polonia) | Medalla de bronce  | 63 kg              |